# Guillaume Lasceux
Guillaume Lasceux (Poissy, 1740 - París, 1829) fou un compositor i organista francès. Passà a París el 1762; on aprengué composició musical, i el 1769 entrà d'organista a Saint-Étienne-du-Mont i en l'església del seminari de Saint-Magloire. Com a compositor les seves obres tenen força a desitjar, perquè desconeixia força la fuga; entre elles hi figuren diverses sonates, un Te Deum, una missa, himnes, tres operetes, etc. Deixà manuscrit un llibre titulat Essai sur l'art de jouer l'orgue.